# Atrophaneura horishanus
Atrophaneura horishanus är en fjärilsart som först beskrevs av Matsumura 1910.  Atrophaneura horishanus ingår i släktet Atrophaneura och familjen riddarfjärilar. Inga underarter finns listade i Catalogue of Life.